# Паніковський
Михайло Самуїлович Паніковський — один з центральних персонажів роману Ільфа та Петрова «Золоте теля», яскравий узагальнювальний комічний характер, соціально-історичний образ дрібного містечкового шахрая єврейського походження початку XX століття.
Найкраща характеристика Паніковського — це його мова та лексика. Про себе він, як правило, говорить в третій особі: «Ким Паніковський був до Революції? Паніковський був сліпим!»
«Людина без паспорту» — авторська характеристика Паніковського, вкладена в уста головного героя роману — Остапа Бендера. В романі його також називають гусокрадом (через його любов до гусей, яка постійно штовхає його на крадіжку птиці, навіть перша зустріч Паніковського з Остапом Бендером трапилася, коли Паніковський втікав з краденим гусаком від сільського натовпу), порушником конвенції (через те, що він не визнавав поділу СРСР між «дітьми лейтенанта Шмідта»). Саме прізвище героя правильно відображає його характер. Паніковський дійсно схильний до паніки. Також герой дуже часто жаліється, а коли незадоволений діями інших людей, то називає їх жалюгідними. Паніковський у ході сюжету попадає в чисельні комічні ситуації: стає третім і самим невдалим з синів Шмідта (його розвінчують предвиконкому), краде гусей і найчастіше втрачає здобич, пробує обманути Бендера і краде гирі в Корейко, думаючи що вони золоті. Себе Паніковський називає людиною старою та хворою, жаліється на те, що йому не дають грошей на кефір, який, за його словами необхідний для його серця, мріє одружитися, якщо отримає гроші. Паніковський помирає невдовзі після аварії «Антилопи Гну».
В 1998 році в Києві на Прорізній вулиці був встановлений пам'ятник Паніковському.

## Основні епізоди, що характеризують героя

### Дореволюційне шахрайство/злодійство Паніковського
До революції Паніковський заробляв кишеньковими крадіжками в Києві на розі Хрещатика та Прорізної. Він був порівняно багатою людиною з сім'єю, а на столі в нього стояв нікельований самовар. «Годували» Паніковського сині окуляри та паличка, а також регулярне «кришування» городового Небаби за п'ять карбованців в місяць. Паніковський просив якого-небудь пана в порівняно чистому одязі допомогти бідному сліпому перейти вулицю. Добрий пан звичайно допомагав і переводив, а на другому тротуарі в нього вже не хватало годинника, або гаманця… Проте після «угару НЕПа» зв'язуватися з міліцією, котра стала вже «ідейною» стало неможливо, а без «кришування» «сліпим» довго не попрацюєш. Таким чином, до революції Паніковський синтетично використовував елементи шахрайства (косив під сліпого), та кишенькового злодійства. Після революції Паніковський вимушено став аферистом-шахраєм, граючи роль «сина лейтенанта Шмідта».
Тривалий період відсутності практики, та зрослий транспортний потік через вулиці Чорноморська, не дозволив Паніковському зіграти ролю «сліпого» до кінця. Несподіваний автобус викрив новоявленого сліпого, а Корейко призвав громадськість до рукоприкладного осуду шахрая…

### Справедливість за Паніковським
Після викрадення залізної коробки з-під цигарок «Казбек» в підпільного мільйонера Корейко, «молочні брати» Паніковський та Балаганов в номері готелю затіяли боротьбу за «справедливий» розподіл крадених грошей. Справа в тому, що поняття про «справедливість» в Паніковського та Балаганові були різні. Наприклад, Балаганов, як уособлення широкої «російської душі» (хоч і шахрайської) вимагав рівного поділу вкраденої суми між всіма учасниками афери, включаючи Козлєвича.
Напроти, Паніковський, як уособлення «єврейської хитрості» (за умовчанням шахрайської), мав особливу думку щодо справедливості.
Він з великим азартом, постійно щось шепелявлячи товстими губами, слюнявлячи пальці розіклав грошові знаки на три нерівні стопки (ніби-то розкладаючи пасьянс): перша-велика, з чистих, новеньких банкнот, друга — також велика, проте з банкнот вже вживаних, а третя-маленька із брудними і рваними банкнотами.
Вийшло по чотири тисячі Бендеру та Паніковському, а Балаганові — всього дві тисячі. Коли Балаганов запитав про Козлевича, то Паніковський відповів: «А за що Козлєвічу?… Хто такий Козлєвич, щоб з ним ділитися? Я не знаю ніякого Козлевича.»
Звичайно, що у великого комбінатора Бендера також було своє уявлення про «справедливість», і він просто забрав всі гроші в общак!

### Епізод з гирями
Одного дня Паніковський пробрався в кімнату Корейко і детально оглянув її. Звичайно ніяких грошей він там не знайшов, проте він побачив там «звичайні гирі» (по півтора пуда кожна), котрі через старість не зміг винести самостійно. Шахрайська винахідливість підказала Паніковському, що ці гирі можливо зроблені не з чавуну (як зазвичай), а з «чистого золота»! Цим «відкриттям» Паніковський поділився з Балагановим під час обіду в буфеті, за що попросив свого «молочного брата» заплатити і за нього: «Вам, Шура, я скажу як рідному, — хіба я розказав би вам цей секрет, якби міг винести гирі самостійно? Проте я старий, хворий чоловік, а гирі важкі. І я вас запрошую як родича. Я не Бендер. Я чесна людина!»
Майже всю ніч «молочні брати» пиляли чавунні гирі. Звичайно слабший Паніковський розпиляв тільки ручку, а Балаганов усю гирю. Їхні обличчя були вимазані в чавуні, а не в золоті, яке вони зберігали підклавши газетку під гирю Балаганова і скатертинку під гирю Паніковського (навіть тут показана єврейська «зверхність»).
Звичайно Балаганов відомстив Паніковському за нічний розпил чавуну добре нам'явши боки останньому. А на завершення він відібрав в Паніковського старенький гаманець, який містив тридцять вісім рублів (за попередньо проплачений кефір!).

## Фрази Паніковского, які стали «крилатими»
- — Таких людей вже немає, а незабаром зовсім не буде.
- — Пиляйте, Шура, пиляйте… вони золоті! (про чавунні гирі Корейко)
- — Я рік не був у лазні. Я старий. Мене дівчата не люблять…
- — Остап Ібрагімович! Товариш Бендер!
- — Паніковський вас всіх ще продасть і купить.
- — А ви з'їздіть у Київ і запитайте!
- — Паніковський не повинен всьому вірити.
- — Жалюгідні, нікчемні люди.
- — Кефір дуже добре допомагає від серця.